# Saison 9 d'American Horror Story
Chronologie
Saison 8 : Apocalypse Saison 10 : Double Feature
Cet article présente la neuvième saison de la série d’anthologie horrifique American Horror Story : 1984.
Cette saison, par ses personnages, l'époque où se déroule l'histoire, et les lieux qui nous sont présentés (notamment le camp de vacances), se présente comme un hommage aux grands classiques du slasher tels que Halloween ou plus particulièrement Vendredi 13, tout en intégrant des aspects satiriques, de l'humour noir et en se moquant justement de certains codes spécifiques au sous-genre cinématographique du slasher.   
Elle est également la première saison depuis le commencement de la série à ne pas comporter Sarah Paulson et Evan Peters.
Initialement composée de dix épisodes comme ses prédécesseurs Roanoke et Apocalypse, la saison a vu ce nombre diminuer courant octobre 2019. Elle ne possède donc que neuf épisodes, une première dans l'histoire de la série, faisant d'elle la saison la plus courte à ce jour.

## Synopsis
Los Angeles, 1984.
Xavier Plymton, un jeune professeur d'aérobic, convainc ses amis Montana, Ray, Chet et Brooke — une jeune étudiante récemment arrivée en ville — de se rendre avec lui au camp Redwood afin de travailler en tant que moniteurs pour échapper à la ville et à son taux de meurtres élevé. Brooke, un peu hésitante à la suite de son désir d'étudier, change d'avis au moment où elle se fait agresser à son domicile par un individu se faisant appeler le Traqueur de la nuit.
À leur arrivée au camp, les jeunes gens adoptent rapidement leur poste de moniteurs et rencontrent par la même occasion Rita, l'infirmière, mais aussi Margaret Booth, une jeune femme religieuse se révélant être la propriétaire des lieux et qui, entre autres, cache un lourd secret, ainsi que Trevor Kirchner, le directeur des activités.
En parallèle, dans un centre d'internement proche du camp, un psychopathe répondant au nom de Benjamin Richter, alias Monsieur Grelots, connu pour avoir perpétré le plus grand massacre dans un camp de vacances au sein même du Camp Redwood, en 1970, parvient à s'échapper de sa cellule.
Alors que les jeunes moniteurs se préparent à accueillir les enfants séjournant au camp, ils ne se doutent pas une seconde qu'un redoutable assassin est à leurs trousses, bien décidé à réinvestir les lieux pour achever le travail initié quatorze ans plus tôt…

## Distribution

### Acteurs principaux
- Emma Roberts (VF : Marie Facundo) : Brooke Thompson
- Billie Lourd (VF : Sarah Marot) : Montana Duke
- Leslie Grossman (VF : Julie Turin) : Margaret Booth
- Cody Fern (VF : Maxime Baudouin) : Xavier Plympton
- Matthew Morrison (VF : Cyrille Monge) : Trevor Kirchner
- Gus Kenworthy (VF : Alexandre Nguyen) : Chet Clancy
- John Carroll Lynch (VF : Jean-François Aupied) : Benjamin Richter, alias Monsieur Grelots
- Angelica Ross (VF : Corinne Wellong) : Donna "Rita" Chambers
- Zach Villa (VF : Benjamin Penamaria) : Richard Ramirez

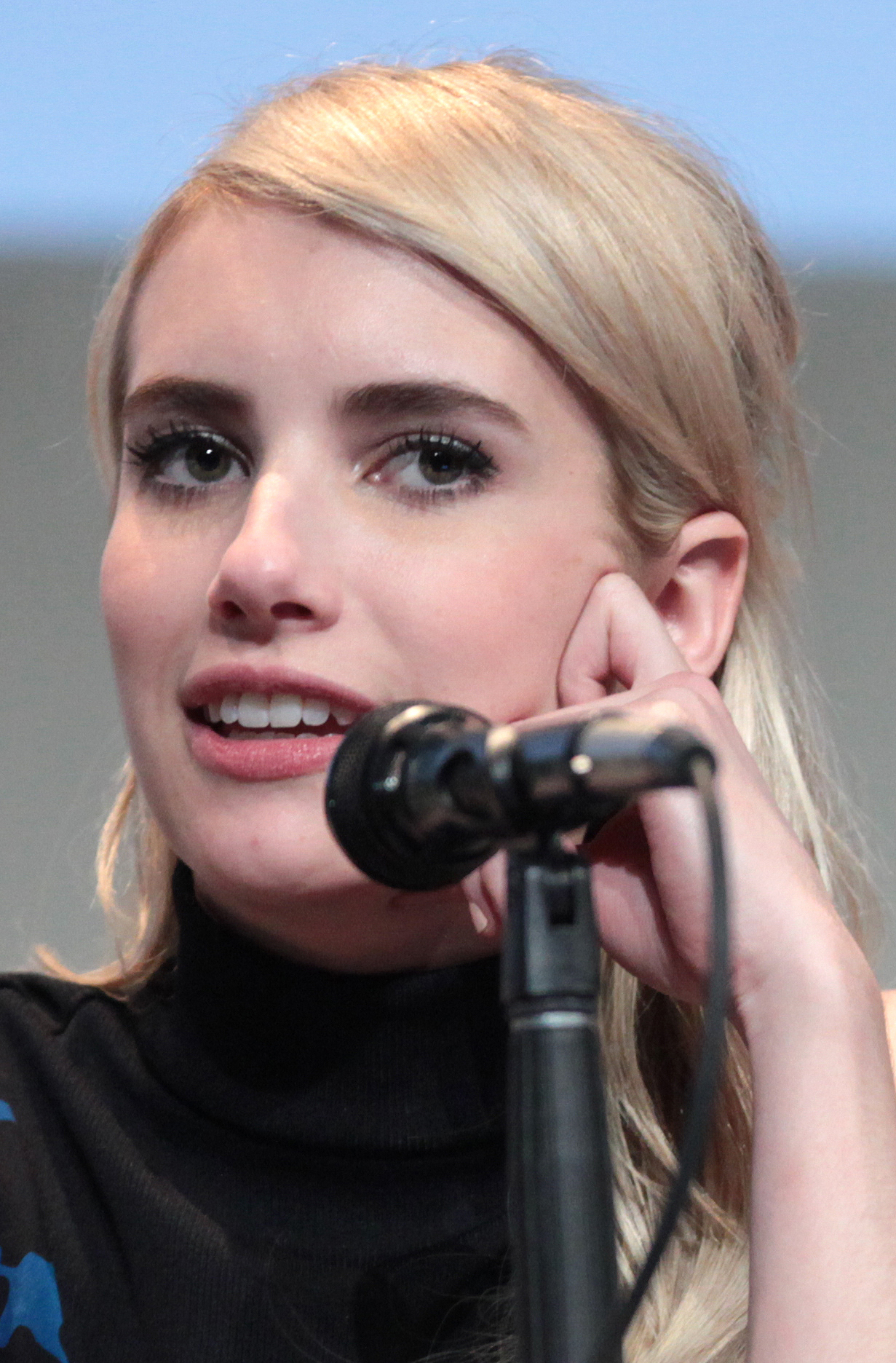
Emma Roberts dans le rôle de Brooke Thompson
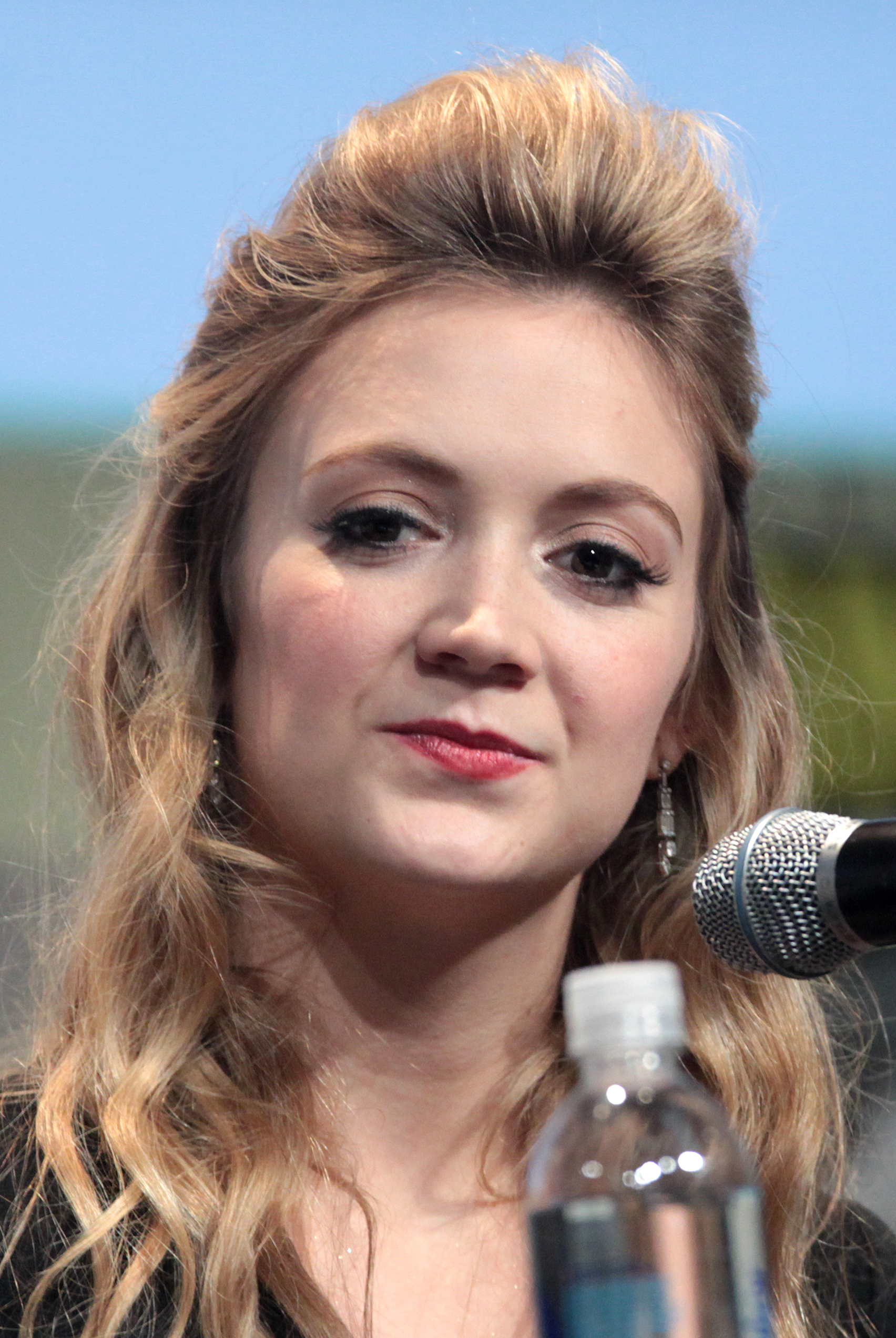
Billie Lourd dans le rôle de Montana Duke
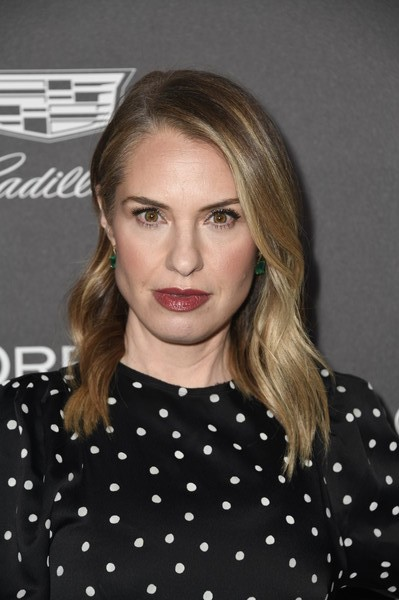
Leslie Grossman dans le rôle de Margaret Booth
Cody Fern dans le rôle de Xavier Plympton
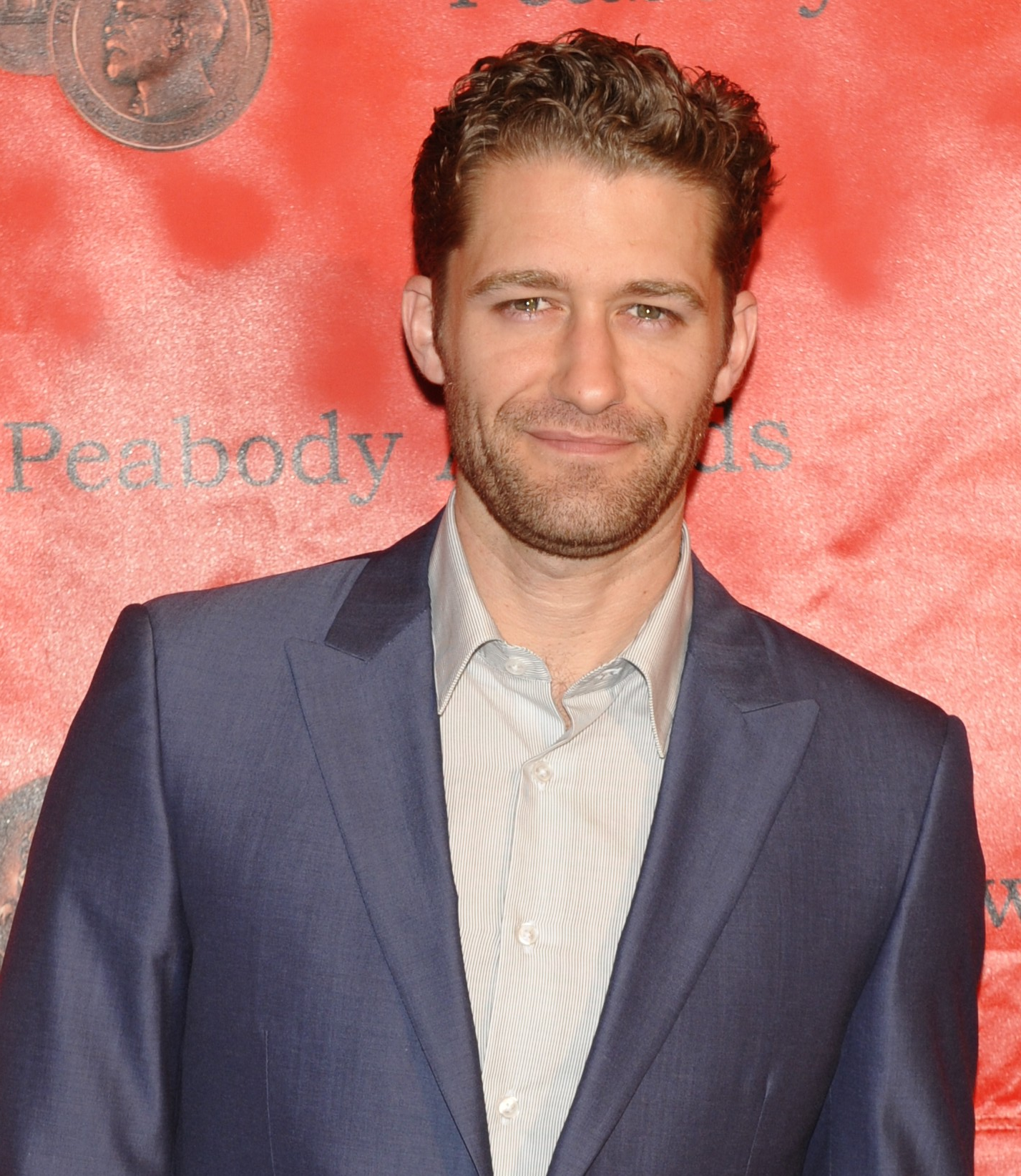
Matthew Morrison dans le rôle de Trevor Kirchner
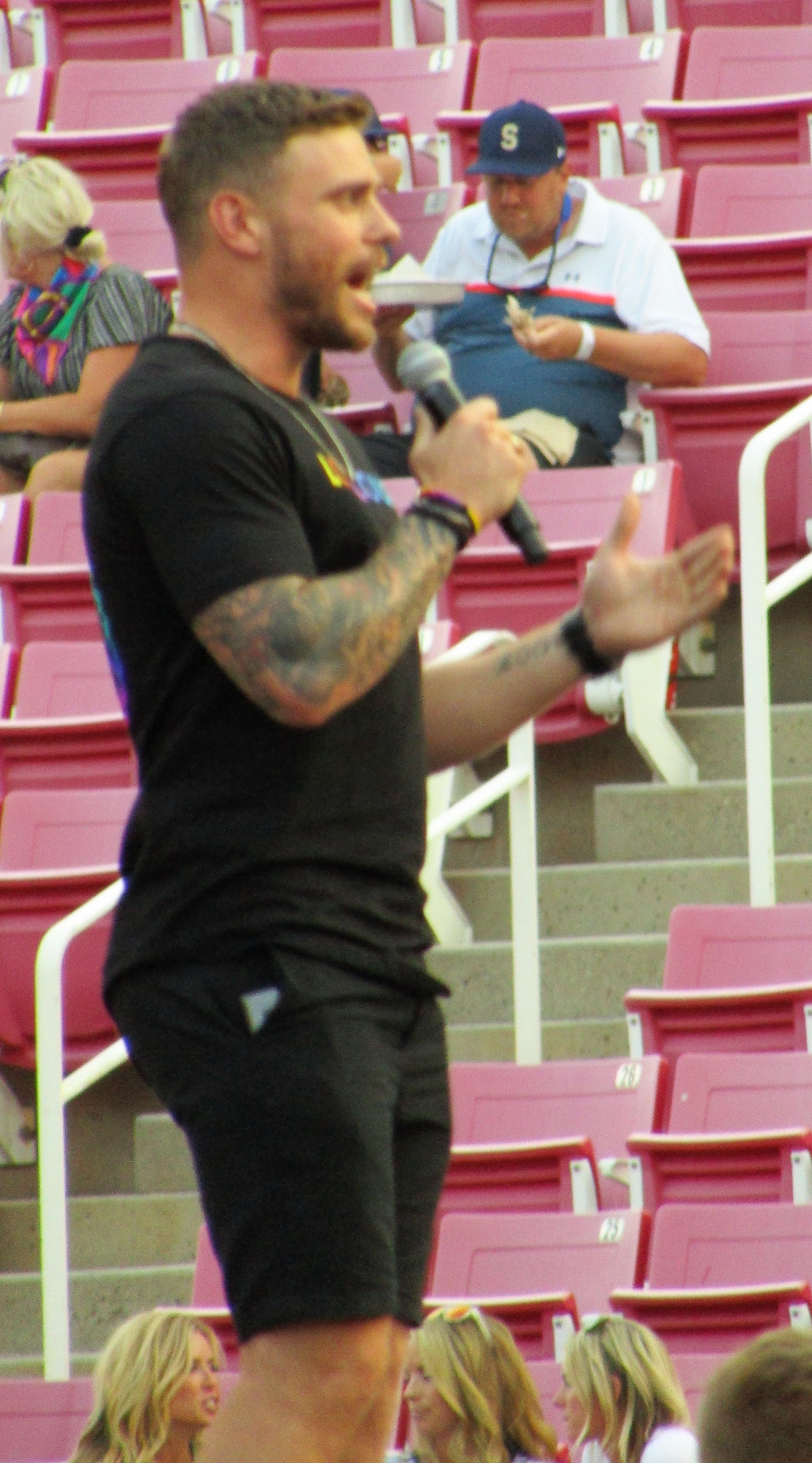
Gus Kenworthy dans le rôle de Chet Clancy
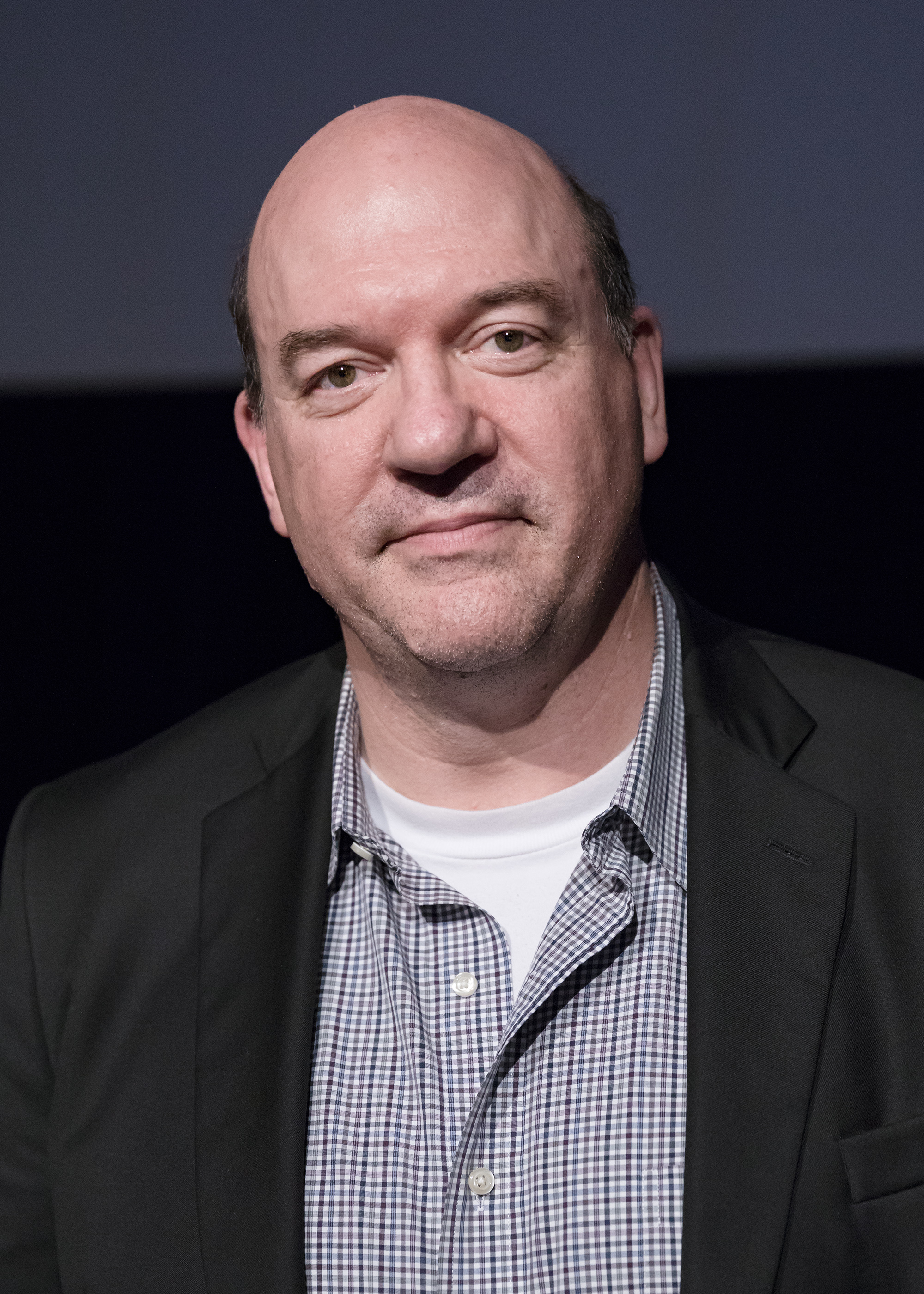
John Carroll Lynch dans le rôle de Benjamin Richter
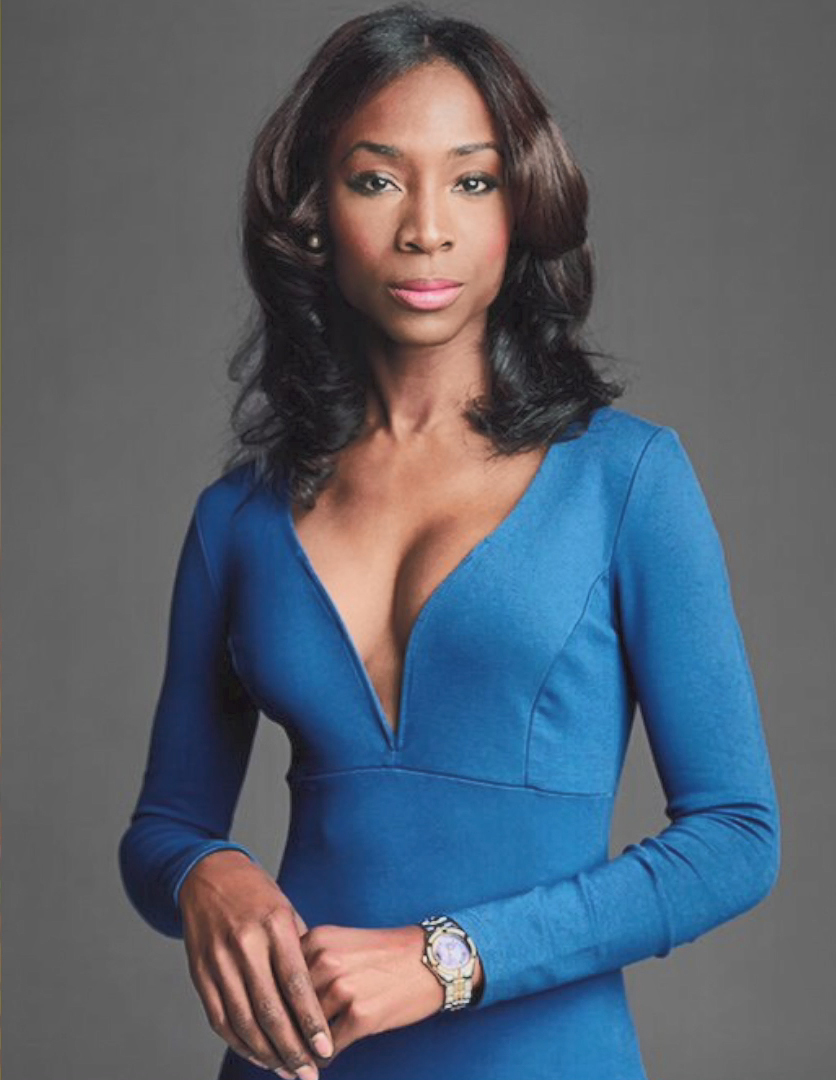
Angelica Ross dans le rôle de Donna "Rita" Chambers
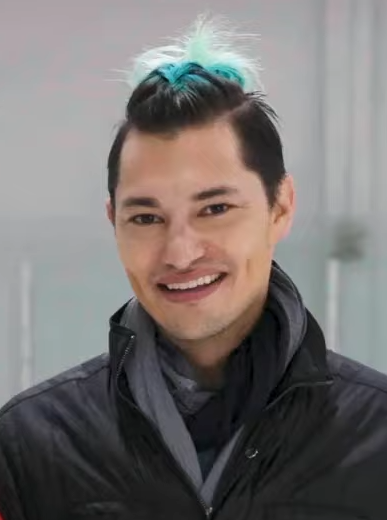
Zach Villa dans le rôle de Richard Ramirez

### Acteurs récurrents
- DeRon Horton (VF : Simon Koukissa) : Ray Powell
- Lou Taylor Pucci (VF : Antoine Fleury) : Jonas Shevoore
- Orla Brady (VF : Gaëlle Savary) : Dr Karen Hopple
- Dylan McDermott (VF : Xavier Fagnon) : Bruce
- Leslie Jordan (VF : Patrice Dozier) : Courtney
- Tara Karsian (VF : Laurence Charpentier) : Bertie
- Sean Liang (VF : Grégory Laisné) : Pete

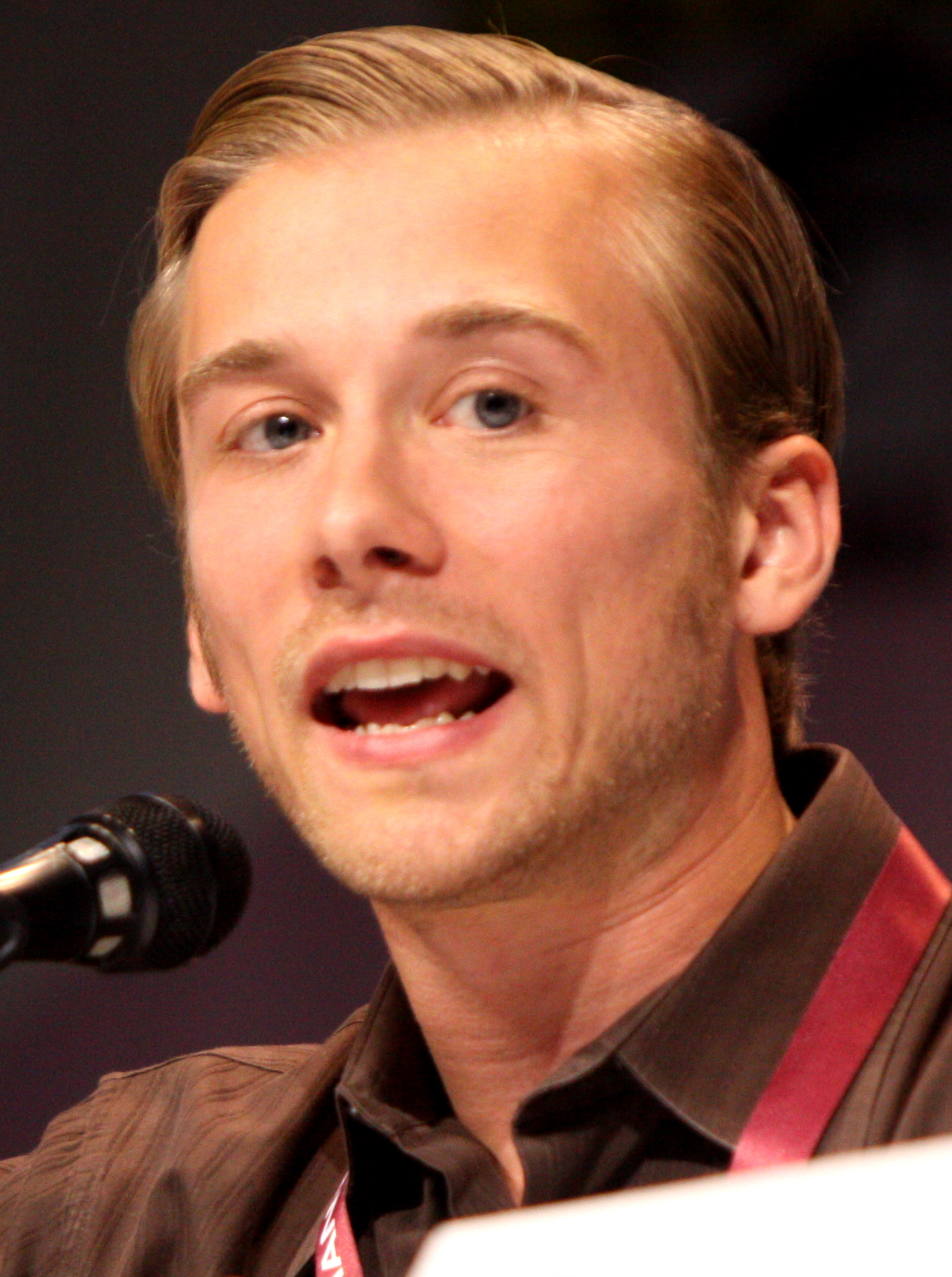
Lou Taylor Pucci dans le rôle de Jonas Shevoore
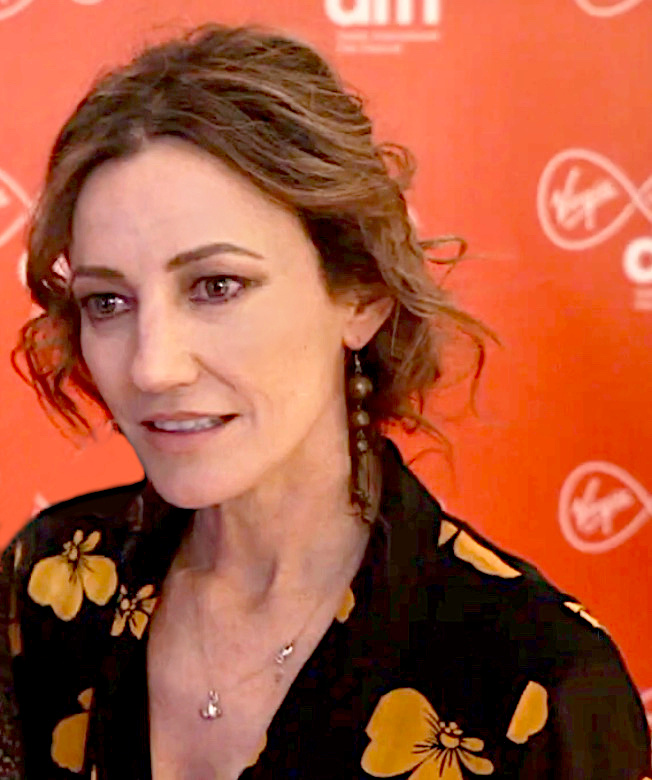
Orla Brady dans le rôle de Karen Hopple
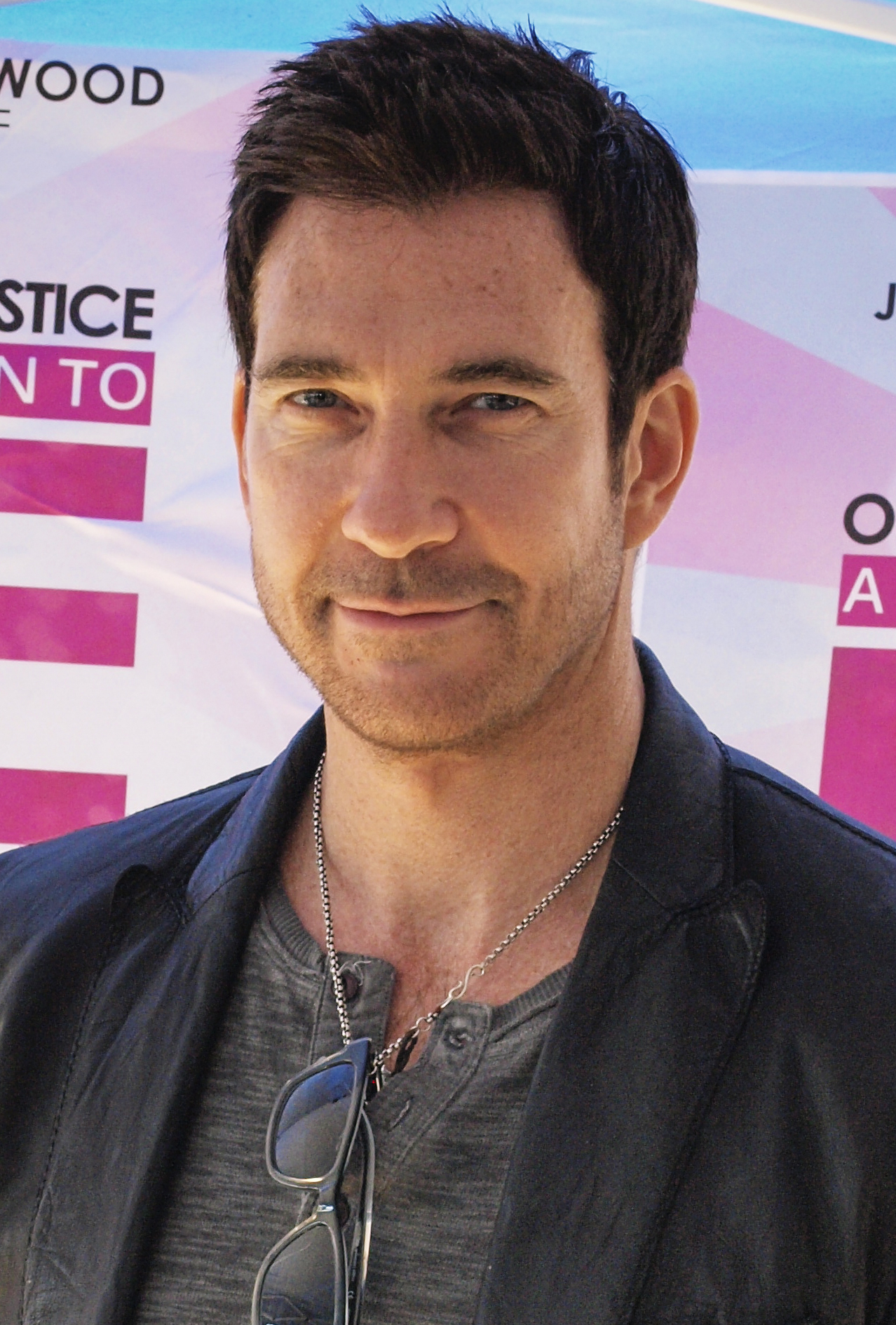
Dylan McDermott dans le rôle de Bruce
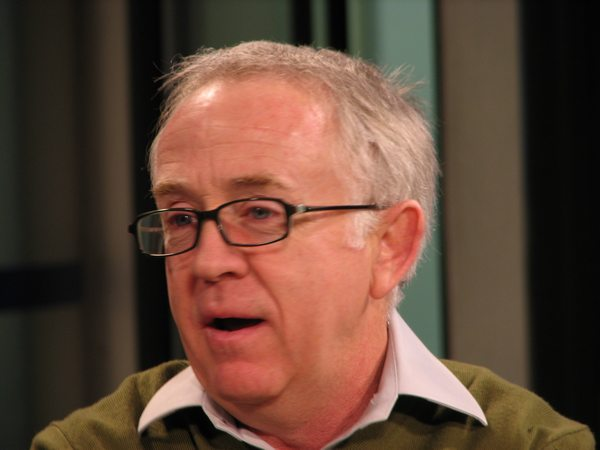
Leslie Jordan dans le rôle de Courtney

### Invités spéciaux
- Lily Rabe (VF : Anne Dolan) : Lavinia Richter (épisodes 7 à 9)
- Finn Wittrock (VF : Mathias Kozlowski) : Bobby Richter (épisode 9)

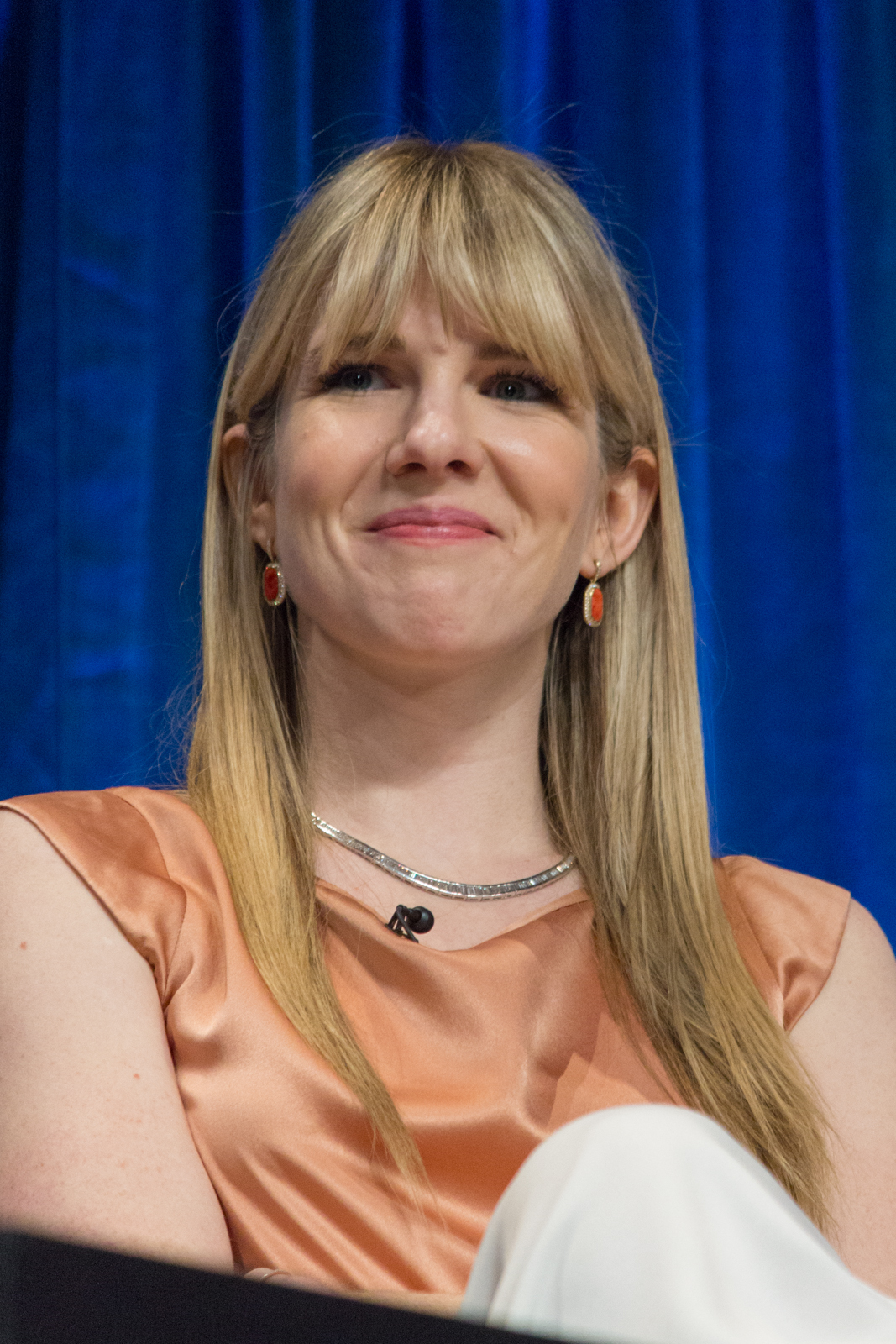
Lily Rabe dans le rôle de Lavinia Richter
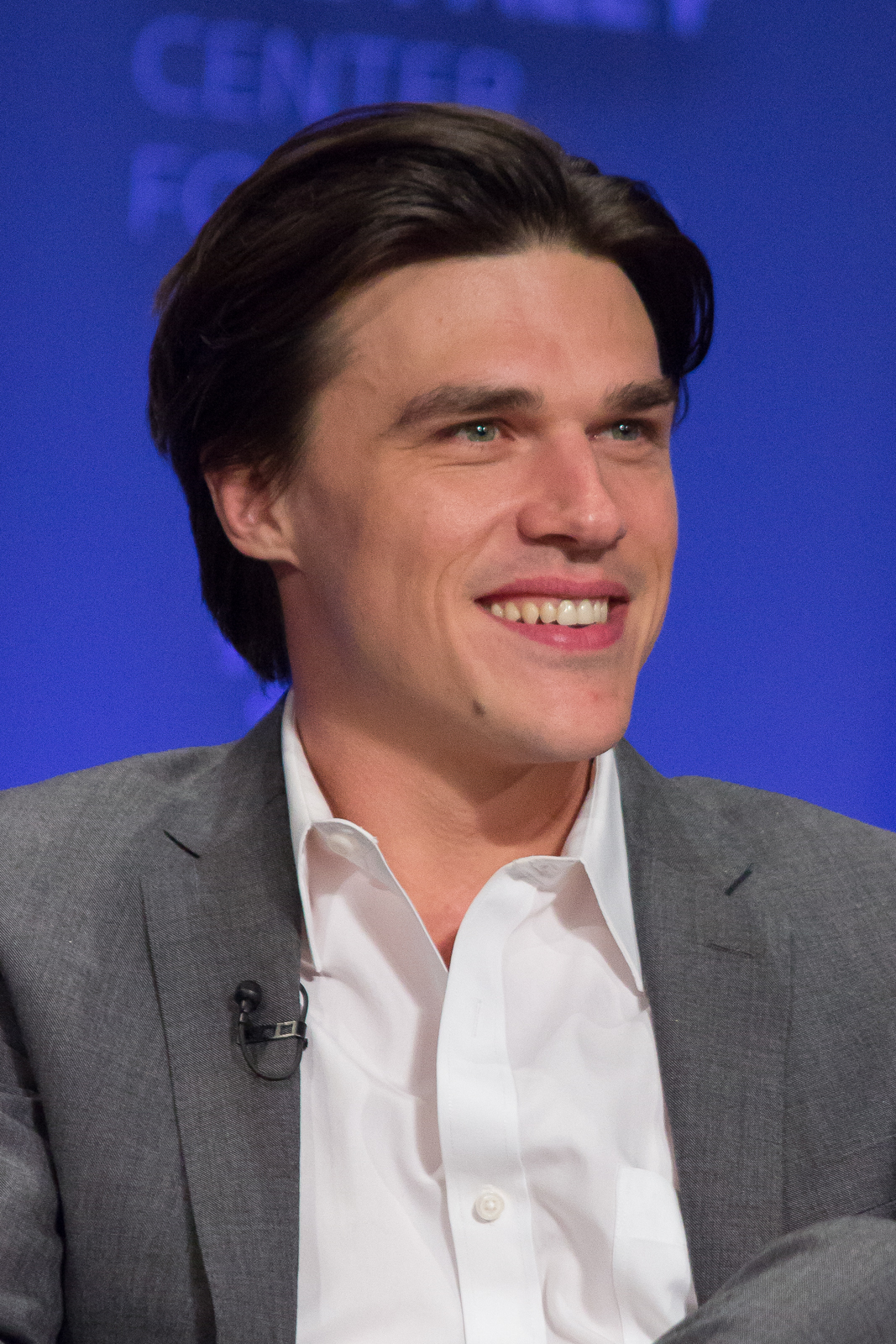
Finn Wittrock dans le rôle de Bobby Richter

### Invités
- Don Swayze : Ed Roy (épisode 1)
- Mitch Pileggi : Art (épisodes 1 et 3)
- Emma Meisel : Midge (épisodes 1, 4, 6, 7 et 9)
- Kat Solko : Helen (épisodes 1, 4, 6, 7 et 9)
- Conor Donnally : Eddie (épisodes 1, 4, 6, 7 et 9)
- Todd Stashwick : Blake (épisode 2)
- Steven Culp : Mr. Thompson (épisode 2)
- Spencer Neville : Joey Cavanaugh (épisode 2)
- Zach Tinker : Sam Duke (épisodes 2 et 4)
- Mateo James Gallegos : Richard à 12 ans (épisode 2)
- Dreama Walker : La vraie Rita (épisode 3)
- Mark Daugherty : Chan (épisode 3)
- Andrew Tippie : Larry (épisodes 3, 4, et 7 à 9)
- Renton Pexa : Keith (épisodes 3, 4, et 7 à 9)
- John DeLuca : Rod (épisode 4)
- Tim Russ : David Chambers (épisode 5)
- Richard Gunn : Chef de police (épisode 5)
- Nick Chinlund : Le surveillant pénitentiaire (épisode 6)
- Tanya Clarke : Lorraine (épisode 6)
- Yvonne Zima : Red (épisode 6)
- Eric Staves : Dustin (épisode 6)
- Connor Cain : Benjamin Richter, jeune (épisode 7)
- Filip Alexander : Bobby (épisodes 7 à 9)
- Stefanie Black : Stacey Philipps (épisode 8)
- Briana Lane : Jess (épisode 9)

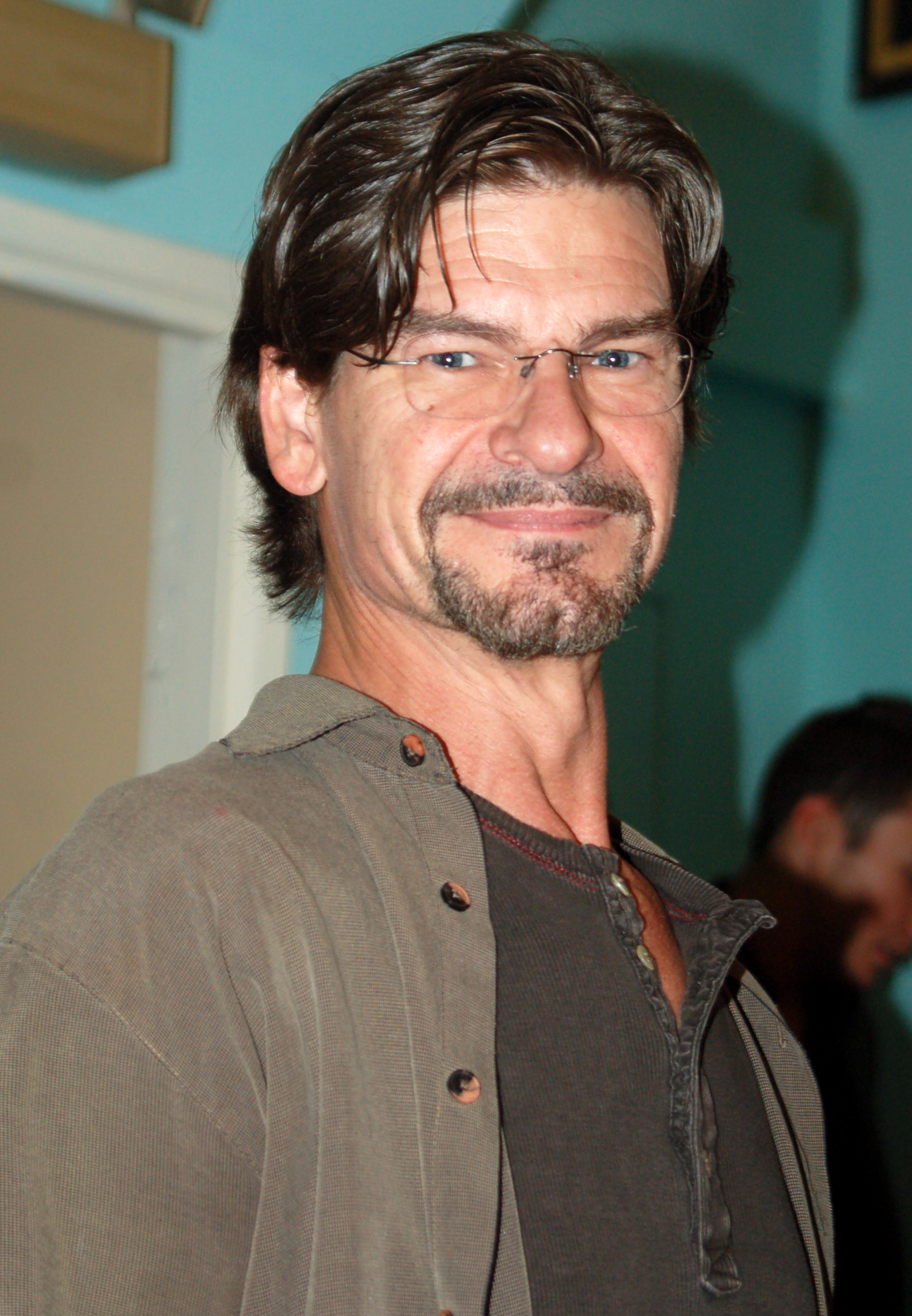
Don Swayze dans le rôle d'Ed Roy
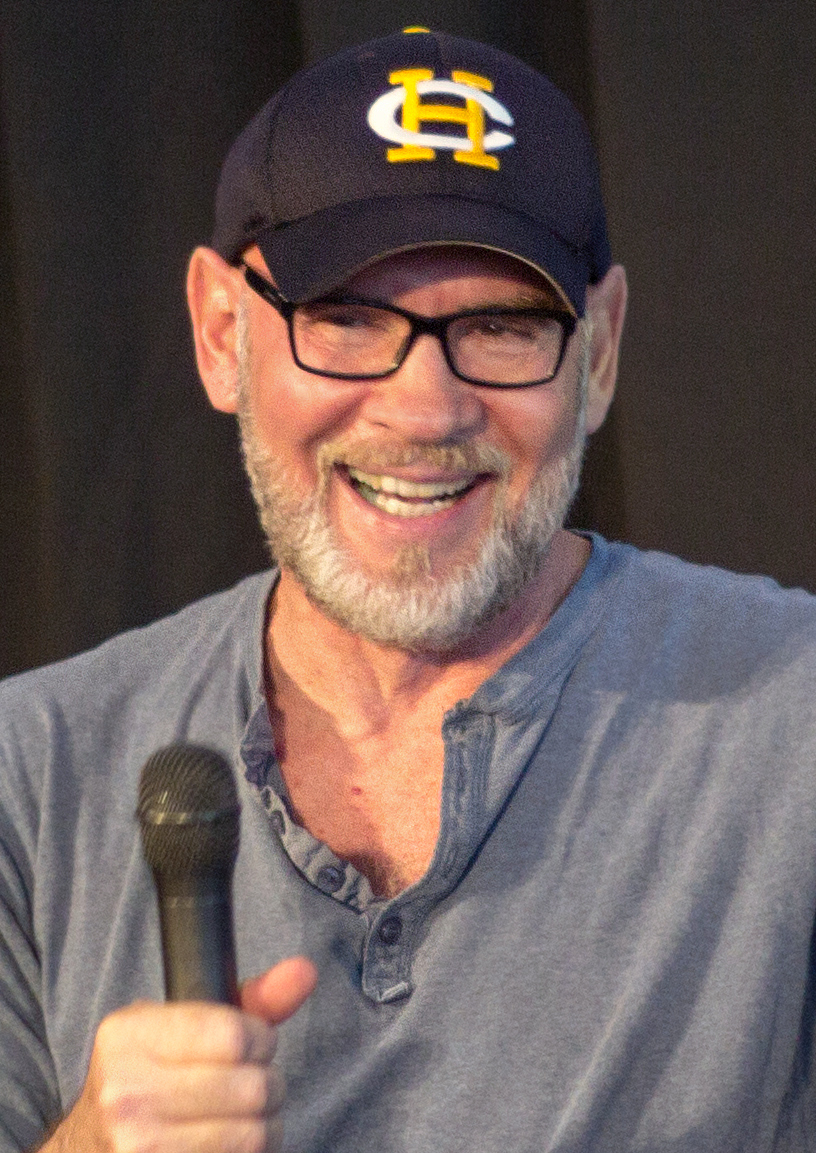
Mitch Pileggi dans le rôle d'Art
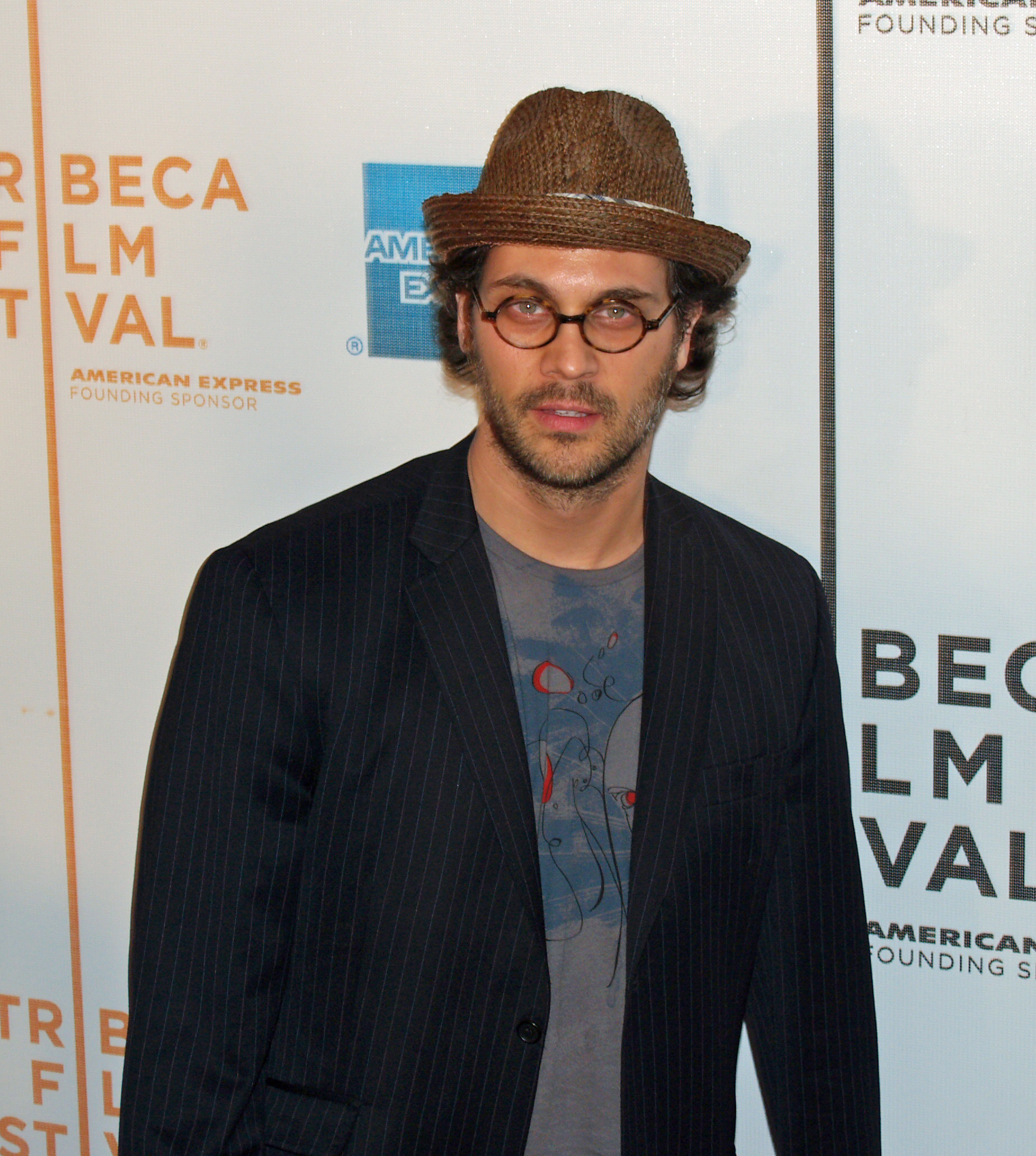
Todd Stashwick dans le rôle Blake
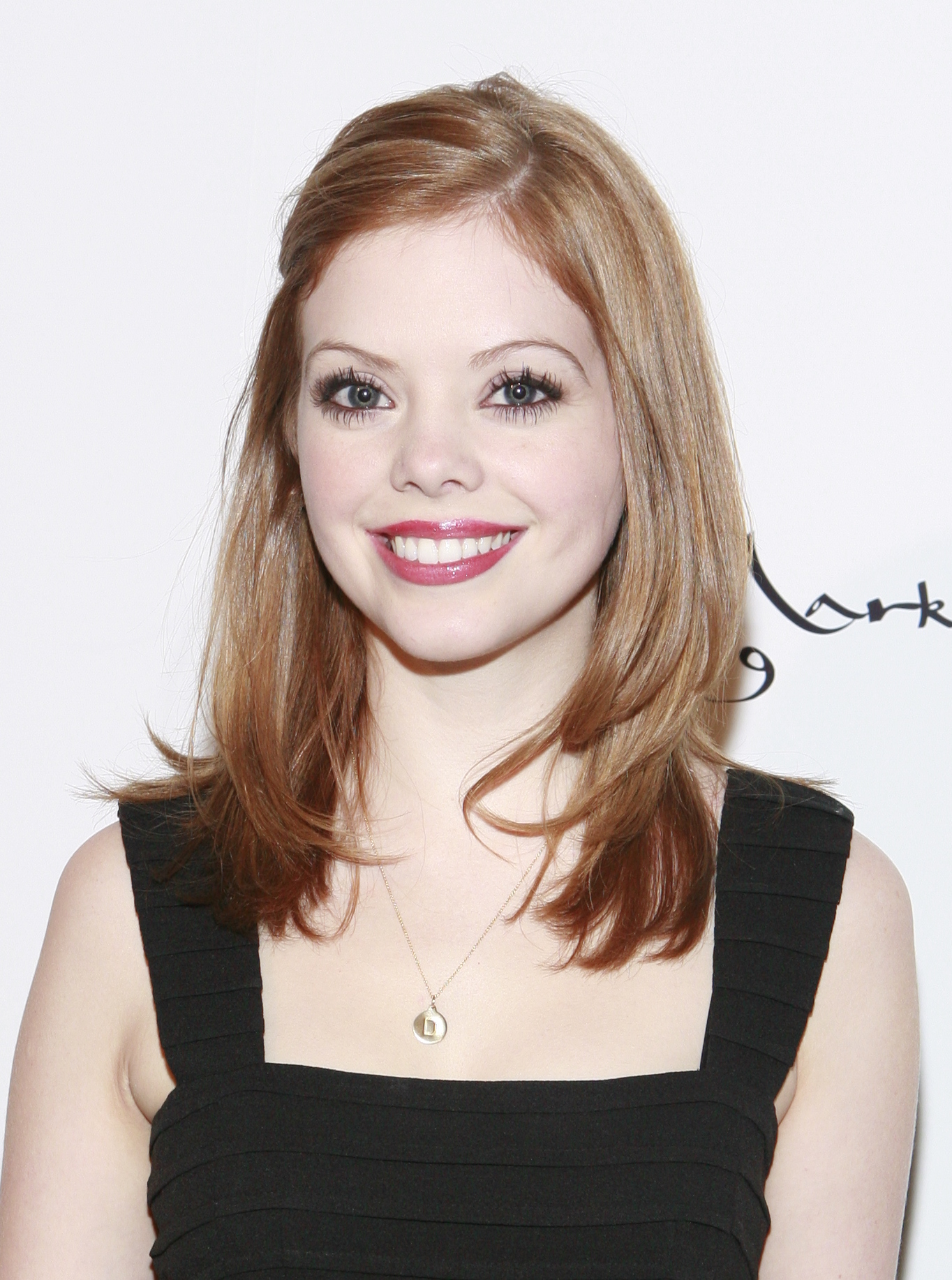
Dreama Walker dans le rôle de Rita
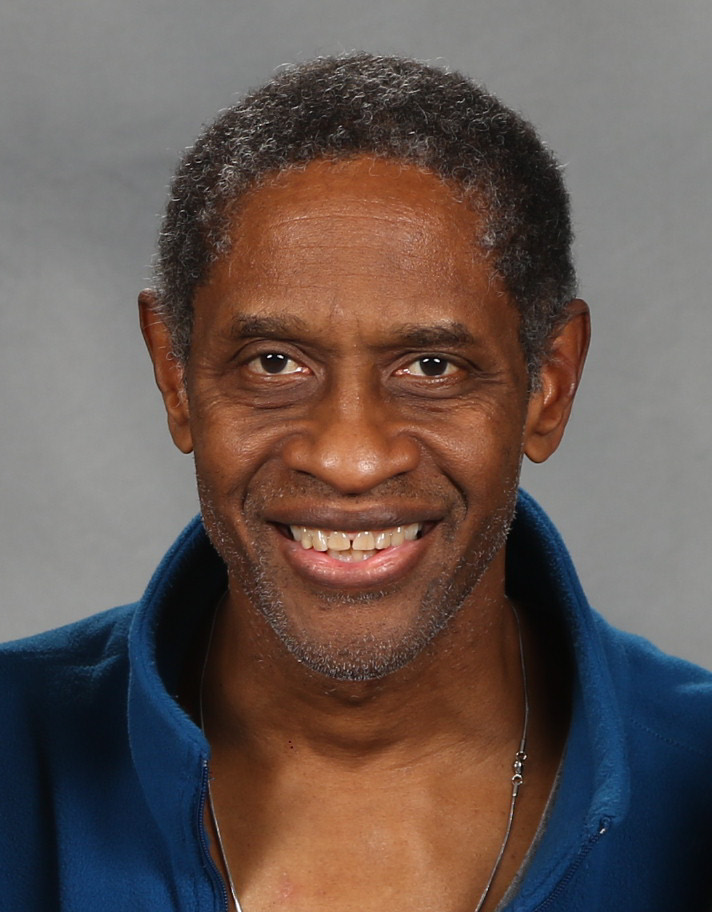
Tim Russ dans le rôle de David Chambers
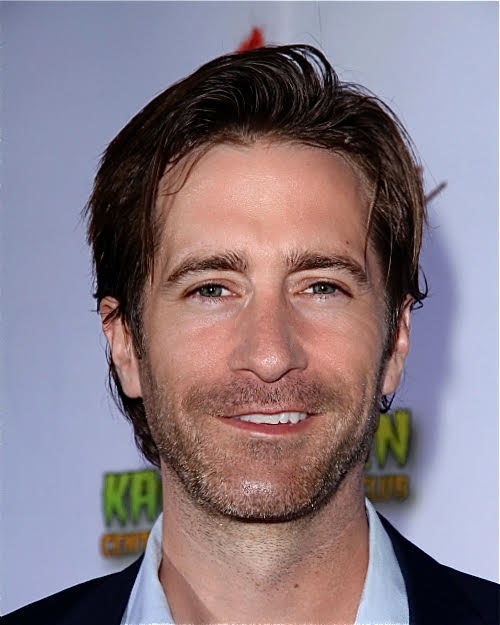
Richard Gunn dans le rôle du chef de police

## Développement

### Conception
Le 12 janvier 2017, la série a été renouvelée pour une neuvième saison. Cette dernière a été commandée en même temps que deux autres volets, dont Apocalypse.
La série est diffusée à la rentrée 2019. Il a été révélé que cette saison aurait pour thème les slasher-movies. Le titre de la saison, 1984, est révélé le 10 avril 2019 par Ryan Murphy, sur son compte Instagram. Lors du Comic-Con de San Diego, le panel de la série, habituellement présent, est remplacé par une expérience immersive, laissant aux visiteurs l'opportunité de découvrir quelques éléments sur la nouvelle saison.

### Distribution des rôles
Le 6 février 2019, Emma Roberts et Gus Kenworthy ont été annoncés à la distribution principale et il a été indiqué qu'ils joueront un couple. Le 2 avril 2019, Evan Peters annonce qu'il ne sera pas de retour pour cette saison 9. Peu de temps après, Ryan Murphy annonce qu'Emma Roberts tiendra cette fois-ci le rôle principal de la saison et prendra ainsi la place généralement occupée par Sarah Paulson ou Jessica Lange. Plus tard, Angelica Ross, star de la série Pose, annonce le même jour sur son compte Instagram qu'elle fera partie de la distribution. On apprend également que Leslie Grossman et John Carroll Lynch feront leur retour accompagné de Matthew Morrison.
Le 27 mai, Billie Lourd officialise son retour pour sa troisième saison consécutive.
Le 11 juillet, une vidéo présentant les personnages principaux de la saison a été mise en ligne : Cody Fern est de retour, tandis que DeRon Horton et Zach Villa intègrent pour la première fois la série.
Le 10 août, il est annoncé que l'acteur Todd Stashwick rejoint la distribution de la saison. Le 22 août, l'actrice Alhan Bilal, apparue brièvement dans la saison précédente, rejoint la distribution et il est annoncé qu'elle jouera un personnage récurrent.
Le 9 octobre, des rumeurs annoncent que Lily Rabe pourrait faire une apparition dans le septième épisode de la saison. Le 12 octobre, l'acteur Leslie Jordan a annoncé qu'il ferait une courte apparition dans la saison. En revanche, Sarah Paulson confirme le lendemain qu'elle ne fera aucune apparition cette année. Le 18 octobre, des photos du tournage confirment la présence de Dylan McDermott au sein du casting.
Le 30 octobre, des rumeurs annoncent que Finn Wittrock pourrait faire une apparition dans le dernier épisode de la saison. Le 3 novembre, la rumeur est confirmée[réf. souhaitée].

### Tournage
Le tournage a débuté le 8 juillet 2019 à Los Angeles et s'est achevé le 5 novembre au Franklin Canyon Park.

### Promotion
Le 10 avril 2019, Ryan Murphy, le créateur de la série, a annoncé sur Instagram, par une vidéo, le nom de la neuvième saison de la série, American Horror Story: 1984. Le 11 juin, Gus Kenworthy poste une photo du script de la saison, annonçant un début imminent du tournage.
Le 11 juillet 2019, Ryan Murphy poste sur son compte Instagram une vidéo présentant la distribution principale de la saison. Le 19 juillet, lors du Comic-Con de San Diego, il a été annoncé que l'intrigue principale de la saison se déroulerait au sein du Camp Redwood, près de Los Angeles.
Le 29 juillet, le tout premier teaser promotionnel de la saison, intitulé Camp, est mis en ligne.
Tout au long des mois d'août et septembre, plusieurs teasers de promotions sont régulièrement publiés en ligne. Contrairement aux années précédentes, ces derniers ont une forme assez particulière : en effet, les spectateurs devaient deviner quel personnage, parmi tous ceux présents au sein des teasers, survivrait des mains du tueur présent dans le camp.
Le 26 août, la bande annonce officielle de la saison est diffusée.
Le 10 septembre, lors de son passage à The Tonight Show Starring Jimmy Fallon, Billie Lourd a annoncé que cette saison serait la plus gore de la série. Le 12 septembre, le générique officiel est mis en ligne.

## Épisodes

### Épisode 1:Le Camp Redwood
- États-Unis /  Canada : 18 septembre 2019 sur FX[9] / FX Canada
- France : 
  - 20 septembre 2019 sur Canal+ Séries (en VOSTFr)
  - 1er janvier 2020 sur Canal+ Séries (en VF)
  - 20 septembre 2020 sur Netflix
  - 13 juillet 2022 sur Disney+

- États-Unis : 2,13 millions de téléspectateurs (première diffusion)

- Mitch Pileggi : Art
- Don Swayze : Ed Roy
- Emma Meisel : Midge
- Kat Solko : Helen
- Conor Donnally : Eddie
- Pierce Minor : L'infirmier tué par Richter

En 1970, trois jeunes moniteurs de Camp Redwood s'embarquent dans un triolisme, avant qu'un mystérieux personnage ne s'introduise dans la cabane et assassine le trio. Lorsqu'il quitte les lieux, il laisse derrière lui tous les autres corps des moniteurs, massacrés et marqués de la même façon : une de leur oreille a été arrachée.
En 1984, Xavier Plympton (Cody Fern) dirige un cours d’aérobic, notamment pour Montana Duke (Billie Lourd), Ray Powell (DeRon Horton), Chet Clancy (Gus Kenworthy) et Brooke Thompson (Emma Roberts), nouvelle en ville. Montana et Brooke se lient rapidement d'amitié, tandis que Xavier propose au petit groupe de s'échapper pour l'été, afin d'éviter la cohue liée aux Jeux Olympiques, mais également à cause du taux de meurtre qui émane de la ville.
Lorsque Brooke rentre chez elle, elle est agressée par un individu sataniste qui prétend être le Traqueur de la nuit, mais il s'enfuit avant de pouvoir lui faire du mal. Le lendemain matin, Brooke décide de rejoindre le reste du groupe pour pouvoir échapper à la menace persistante de l'individu, qui lui a promis qu'il la retrouverait. Alors que la bande est sur le trajet du camp, Xavier consulte son répondeur téléphonique dans une station service, et y entend la voix d'un homme en colère, affirmant qu'il sait où il se rend. Alors qu'ils reprennent la route, ils percutent un homme tout droit sorti des bois (Lou Taylor Pucci), dont les mains sont imprégnées de vieilles blessures.
À leur arrivée au camp, Margaret Booth (Leslie Grossman), la propriétaire du camp, demande aux jeunes moniteurs d'emmener le randonneur à l'infirmerie, où Rita (Angelica Ross) le prend en charge. À la suite de cela, Margaret leur fait visiter le camp, et ils rencontrent par la même occasion Bertie (Tara Karsian), la cuisinière. À la nuit tombée, le petit groupe se rassemble autour d'un feu et Rita leur raconte le drame survenu 14 ans auparavant : Benjamin Richter, alias Mr. Grelots (John Carroll Lynch), était un ancien combattant du Vietnam qui s'était reconverti en tant que moniteur au camp, avant d'y commettre un massacre. Rita affirme qu'il y a eu 10 victimes, mais Margaret s'approche et la corrige pour indiquer qu'il n'y en a eu que 9. En effet, elle était la seule survivante du massacre, affirmant qu'elle doit tout cela à Jésus.
Alors qu'ils tentent de regarder la télé, le directeur des activités, Trevor (Matthew Morrison), débarque dans la cabane. Montana croît le connaître, et il explique qu'il figurait dans une première version d'un film avec Jane Fonda. Plus tard, les deux individus se rejoignent dans le lac mais décident de renter lorsqu'une tempête commence à s’abattre.
En parallèle, dans un asile psychiatrique, Art (Mitch Pileggi), un administrateur, informe le Dr Hopple (Orla Brady) que Richter s'est échappé. Trois heures plus tôt, ce dernier a été retrouvé pendu dans sa chambre, mais il s'agissait en fait d'une stratégie pour s'évader. Hopple se dirige vers le lit du patient et y trouve une page de journal, informant que le Camp Redwood est sur le point de rouvrir ses portes.
Le propriétaire de la station-service, Ed Roy (Don Swayze), est assassiné par Richter, qui vole son véhicule afin de se rendre au camp.

### Épisode 2:Le Fantôme du Camp Redwood
- États-Unis /  Canada : 25 septembre 2019 sur FX / FX Canada
- France : 
  - 27 septembre 2019 sur Canal+ Séries (en VOSTFr)
  - 1er janvier 2020 sur Canal+ Séries (en VF)
  - 20 septembre 2020 sur Netflix
  - 13 juillet 2022 sur Disney+

- États-Unis : 1,49 million de téléspectateurs (première diffusion)

- Todd Stashwick : Blake
- Steven Culp : Mr. Thompson
- Spencer Neville : Joseph Cavanaugh
- Zach Tinker : Sam Duke
- Frederick Dawson : Le ministre
- Alexandra Fatovich : La journaliste
- Christophe Murray : Le sheriff
- Cash Galvan : Richard à 5 ans
- Mateo James Gallegos : Richard à 12 ans
- Alex Livinalli : Julian Ramirez
- Laura Vallejo : Mercedes Ramirez
- Carlos Javier Rivera : Miguel
- Jessica Nielson : La femme de Miguel

Karen Hopple se rend au Camp Redwood pour rencontrer Margaret et l'informer de l'évasion de Richter. Margaret ne semble pas surprise de la nouvelle et insiste sur le fait que le camp rouvrira comme prévu. En repartant, l'un des pneus du docteur crève. Une dépanneuse se dirige vers sa voiture, mais il s'agit en réalité de Richter. La psychiatre n'ayant pas le temps de se défendre, il la sort de sa voiture et l'assassine.
Brooke, encore bouleversée par l'appel téléphonique, entend à la télévision un article sur un meurtre commis dans une station-service à Red Meadows, celle où ils se sont arrêtés dans la journée. Alors que Margaret interrompt la petite soirée, chacun rejoint son bungalow. Montana tente de consoler Brooke, mais elle lui dit qu'elle pense être maudite : l'été précédent, Brooke allait se marier avec son petit-ami Joseph, mais il croyait qu'elle le trompait avec son meilleur ami, Sam. Cette dernière a insisté pour affirmer que c'était faux, mais Joseph, hors de contrôle, tua Sam, puis le père de Brooke, et se suicida à son tour. Alors que Brooke se dit frustrée que personne ne la croît, Montana affirme le contraire et l'embrasse.
En se rendant aux douches avec les autres garçons, Xavier décide d'aller chercher son savon et sa serviette, mais il est intercepté par Blake (Todd Stashwick), un réalisateur de films pornographiques. Ce dernier fait du chantage à Xavier pour jouer dans son nouveau film avant que ce dernier ne le conduise aux douches pour espionner les autres garçons.
Pendant que Blake observe les garçons, Xavier en profite pour se sauver. Cependant, Mr. Grelots arrive par derrière et plante un couteau dans la tête de Blake.
Brooke, ayant décidé de prendre l'air, s’assoit sur le quai en bois, mais un corps flottant à la surface de l'eau se retrouve à ses pieds. En se retournant, le Night Stalker se tient en face d'elle. Elle parvient à s'échapper dans les bois et, alors qu'il la poursuit, le tueur est bousculé par le mystérieux randonneur supposé être mort. Pris de rage, il l'éventre avant de l'égorger. Plus tard, le randonneur réapparaît de nouveau face au traqueur, qui le tue une seconde fois.
À l'infirmerie, Rita range son matériel, mais en se retournant, elle trouve Richter face à elle.
Brooke, paniquée, tente d'appeler la police, mais Montana la trouve et lui demande ce qu'il se passe. Averties par les cris de Ray, elles accourent vers les garçons et les retrouvent, horrifiés par le corps de Blake.
Lorsque Margaret entre dans son bungalow, elle y trouve le traqueur, bien décidé à obtenir des explications sur le mystérieux randonneur. Margaret affirme que Dieu est à l'origine de la résurrection de l'homme, mais lorsque Ramirez lui montre sa carte de moniteur, elle reconnaît tout de suite Jonas Shevoore, un ancien membre du camp tué par Richter en 1970. Ramirez décide de se confier et évoque son enfance difficile, tandis que Margaret le charge de protéger le camp et ses occupants.
Une fois tout le monde rassemblé sur le parking, Xavier démarre son van, mais Rita, blessée, surgit des bois et il percute la voiture de Margaret. En même temps qu'elle reprend ses esprits, elle leur annonce, avec Trevor, qu'ils ont chacun un véhicule pour s'échapper, mais que leurs clés se trouvent dans leur bungalow.
Margaret part à la recherche du randonneur amnésique dans les bois et lorsqu'elle le retrouve, il lui annonce qu'il se souvient de sa mort, sans avoir vu le visage de Mr. Grelots, mais affirme avoir entendu le tintement de son trousseau de clés. Elle comprend que Jonas est un fantôme, et qu'il est prisonnier du camp depuis 14 ans.

### Épisode 3:Slash Dance
- États-Unis /  Canada : 2 octobre 2019 sur FX / FX Canada
- France : 
  - 4 octobre 2019 sur Canal+ Séries (en VOSTFr)
  - 1er janvier 2020 sur Canal+ Séries (en VF)
  - 20 septembre 2020 sur Netflix
  - 13 juillet 2022 sur Disney+

- États-Unis : 1,34 million de téléspectateurs (première diffusion)

- Dreama Walker : Rita
- Mitch Pileggi : Art
- Mark Daugherty : Chan
- Andrew Tippie : Larry
- Renton Pexa : Keith
- Pierce Minor : L'infirmier tué par Richter
- Taylor Dean : Le tireur
- Andrew Morra : Le maître d'engagement
- Coda Boesel : Un étudiant

Richard Ramirez attaque l'infirmerie, où sont cachés Brooke, Chet, Rita et Ray. Alors que Ray abandonne le groupe, il se retrouve face à Ramirez et se fait poignarder les bras. Tandis que Brooke et Rita s'échappent de la cabane après avoir récupéré les clés de la voiture, Chet décide de sauver Ray en projetant Ramirez contre un mur. Les deux femmes arrivent sur le parking et, au moment d'ouvrir la voiture, Rita injecte un calmant à Brooke.
Une semaine plus tôt, Rita, de son vrai nom Donna Chambers, étudiante en psychologie, s'est rendue dans le centre d'internement où était enfermé Richter. Après une conversation avec ce dernier, où elle affirma qu'elle pensait que le mal peut ne pas être présent dès la naissance, elle lui indiqua comment s'évader. Par la suite, Chambers a kidnappé la vraie Rita (Dreama Walker), une infirmière employée par Margaret.
De leur côté, Montana, Xavier et Trevor sont attaqués par un groupe d'assaillants se révélant être en fait des farceurs déguisés en Mr. Grelots. Cependant, le vrai Richter arrive par derrière et tue deux des adolescents.
Ramirez poursuit Ray et Chet à travers la forêt, mais les deux amis finissent par tomber dans une fosse remplie de piquets en bois. Alors que Chet, empalé à l'épaule, perd peu à peu connaissance, Ray en profite pour se confesser : il est en fait venu au camp pour échapper à la police après avoir accidentellement tué l'un de ses camarades de fraternité. Au même moment, Chet se réveille, et Ray, qui a peur que ce dernier ne le dénonce, parvient à sortir de la fosse, abandonnant ainsi son ami.
Montana, Xavier et Trevor trouvent refuge dans le hangar à barques et y découvrent la vraie Rita, ligotée. À peine libérée, elle prend peur et s'échappe, mais Richter l'intercepte et l'assassine sauvagement. Pendant que Ray rejoint le petit groupe sur le parking, où Rita et Brooke ont disparu, Trevor et Xavier partent à la recherche de Chet. Au moment où ils le trouvent, Trevor croit entendre Richter s'approcher. Ce dernier accourt vers l'individu et le pousse dans la fosse aux piques, mais il s'agit en réalité du dernier membre des adolescents farceurs.

### Épisode 4:Tueurs contre tueurs
- États-Unis /  Canada : 9 octobre 2019 sur FX / FX Canada
- France : 
  - 11 octobre 2019 sur Canal+ Séries (en VOSTFr)
  - 1er janvier 2020 sur Canal+ Séries (en VF)
  - 20 septembre 2020 sur Netflix
  - 13 juillet 2022 sur Disney+

- États-Unis : 1,29 million de téléspectateurs (première diffusion)

- John DeLuca : Rod
- David Bowe : Le détective
- Vanessa Giselle : La policière
- Zach Tinker : Sam Duke
- Andrew Tippie : Larry
- Renton Pexa : Keith
- Emma Meisel : Midge
- Kat Solko : Helen
- Conor Donnally : Eddie

Lorsque Montana était professeur d'aérobic, elle rencontra un soir Richard, qui la séduit lorsqu'il tua l'un de ses élèves. Dans les vestiaires, elle lui demande s'il pouvait tuer Brooke : elle pensait qu'elle était responsable de la mort de son frère, Sam, présent au mariage de cette dernière.
À la cantine du camp, Xavier part prévenir Bertie de quitter les lieux. Cependant, Richter arrive. Bertie, assez secouée, arrive à le canaliser et ils entament une conversation. Malheureusement, Xavier, caché sous la table, est repéré par Richter. Alors que Bertie tente de l'arrêter, il la poignarde et enferme Xavier dans le four.
Brooke se réveille dans un bungalow, enfermée. Elle parvient à se libérer mais la forêt étant truffée de pièges, elle est à nouveau emprisonnée dans un filet préparé par Donna. Montana parvient à retrouver Brooke et s'empresse d'aller chercher de l'"aide". Ramirez apparaît donc face à la jeune femme, et lorsqu'il s'apprête à la tuer, Mr. Grelots apparaît à son tour. Les deux hommes s'affrontent violemment, tout comme Montana et Donna. Brooke profite de l'affrontement pour s'échapper. Finalement, Montana parvient à assomer Donna et Richter empale Richard sur un arbre, sous les yeux dévastés de celle-ci.
Au réfectoire, Bertie, gravement blessée, libère Xavier du four. À bout de force, elle tend un couteau à Xavier, mais ce dernier refuse de la tuer. Bertie le suppliant, il lui plante le couteau dans la poitrine, à contre-cœur.
Richter rend visite à Margaret, mais cette dernière ne semble pas surprise de le voir. Lorsqu'elle était monitrice au camp, en 1970, elle était la cible de moqueries de ses camarades. Benjamin était en fait un brave homme qui aida Margaret à surpasser le harcèlement dont elle était victime. Mais un soir, elle décida de tuer tous les autres moniteurs en mettant la faute sur son ami. Richter fut donc torturé et enfermé à l'asile, le faisant persuader que c'était lui le tueur. Fou de rage, il se précipite vers Margaret mais elle l'abat au pistolet. Trevor arrive juste après, mais elle le poignarde à mort. En se retournant, elle remarque que Benjamin, encore vivant, s'est enfui.
Dans les bois, Xavier déambule et croise Richter, qui l'épargne. Brooke arrive, horrifiée par la tête de Xavier. Il lui dit que Mr. Grelots est là, mais cette dernière ne voit personne. Sur le parking, ils rejoignent Chet, Montana et Margaret. Cette dernière leur annonce avec tristesse que Trevor a été tué par Richter, mais qu'il s'est en revanche sacrifié pour la sauver.

### Épisode 5:L'Aube sanglante
- États-Unis /  Canada : 16 octobre 2019 sur FX / FX Canada
- France : 
  - 18 octobre 2019 sur Canal+ Séries (en VOSTFr)
  - 2 janvier 2020 sur Canal+ Séries (en VF)
  - 20 septembre 2020 sur Netflix
  - 13 juillet 2022 sur Disney+

- États-Unis : 1,09 million de téléspectateurs (première diffusion)

- Tim Russ : David Chambers
- Richard Gunn : Chef de police
- Joseph Winford Warren : Le conducteur de bus
- Doug Hurley : Le docteur
- Steve Hack : L'examinateur médical
- Brie Carter : L'ambulancière

En 1980, Donna Chambers surprit son père (Tim Russ) en train de ramener une prostituée chez lui. Elle entra dans l'appartement pour prévenir qu'elle allait tout dire à sa mère, et trouva la prostituée dans la chambre de son père, éventrée. Il lui annonça en fait qu'il avait tué des personnes toute sa vie. Se prétendant être psychologue, elle lui dit qu'elle pouvait l'aider, mais il se suicida en se poignardant le cou.
Au camp, Donna, toujours choquée après la résurrection de Richard, est confrontée à une vision de son père, qui lui dit qu'elle n'est pas sa fille pour rien, et que le fait d'avoir libéré Mr. Grelots faisait d'elle la véritable tueuse, ceci étant selon lui héréditaire.
Xavier, Montana, Margaret, Brooke et Chet essaient d’élaborer un plan d’évasion pendant que la voiture de Blake est submergée par les flammes. Xavier, pris de folie, est assommé par Margaret. Cette dernière suggère de prendre un bateau pour se rendre de l’autre côté, affirmant avoir vu deux campeurs l’autre jour. Montana propose que Chet aille avec Margaret, à son grand désarroi. Une fois Montana seule avec Brooke, elle tente de la tuer à la hache, mais elle est rapidement stoppée : Brooke affirme avoir vu Ray par la fenêtre, errant sans but autour des bungalows. Elle court à l'extérieur pour lui parler, mais ce dernier ne se souvient pas de sa mort et pense qu'il est toujours vivant.
Au milieu du lac, Margaret force Chet à confesser un secret. Alors que le ton monte, Margaret le frappe à plusieurs reprises avec une rame et ce dernier s'évanouit. Pendant qu'elle attache à sa cheville un poids, il se réveille et les deux individus commencent à se battre. Malheureusement, Margaret jette le poids à l'eau et lui arrache l'oreille.
Brooke et Ray courent se cacher au réfectoire. La jeune femme décide de lui raconter son passé, du fait qu'elle était la première de la classe jusqu'à son mariage tragique. Pensant qu'elle va bientôt mourir, elle annonce à Ray qu'elle n'a pas pu réellement profiter de la vie. Affirmant le contraire, Ray se dirige vers elle et ils couchent ensemble.
Dans le bungalow, Xavier, en compagnie de Montana, se réveille. Donna rentre à son tour dans la cabane et admet qu'elle a libéré Benjamin Richter de l'asile. Furieux, Xavier l'attaque pour avoir indirectement été à l'origine de ses brûlures au visage. Il la chasse hors de la cabine et la poursuit à la hache. Dans la cantine, Brooke se dirige vers la cuisine, mais lorsqu'elle ouvre le frigo, elle y trouve la tête de Ray. Ne sachant plus qui est l'homme avec qui elle se trouve, elle retourne au bungalow où se trouve Montana. Alors qu'elle est horrifiée par ce qu'elle vient de voir, Montana tente de la raisonner une dernière fois, mais l’assomme avec une lampe. Elle lui dit que c'est de sa faute si son frère, Sam, a été tué. Alors qu'elle tente de l'étrangler, Brooke la poignarde au genou et s'enfuit.
Donna tente d'échapper à Xavier et s'isole dans une cabane. Richter se tient derrière elle, lui annonçant qu'il n'aurait jamais dû être amené ici. Il explique que Margaret a commis le massacre en 1970 et l’a inculpé. Donna explique qu'elle a fait ceci pour mieux comprendre les intentions de son père et supplie Richter de la tuer. Ce dernier refuse, lui disant qu'elle devra vivre avec ses remords, et quitte la cabane.
Richter retrouve Margaret et l'étrangle. Cependant, Xavier apparaît et tire plusieurs flèches dans la poitrine de Benjamin, le tuant. Alors que Margaret reprend ses esprits, elle se jette sur Xavier et le poignarde. Quelques instants plus tard, Richter se réveille et trouve face à lui Richard, qui lui demande s'il accepte Satan comme maître.
L'aube se lève et le bus rempli d'enfants arrive au Camp Redwood. Une fois le bus arrêté, ils sont témoins de l'assassinat de Montana par Brooke, qui la poignarde à plusieurs reprises à la poitrine. La police arrive et Brooke est arrêtée. Margaret, jouant encore une fois la comédie, se poignarde la jambe et fait croire que Brooke est coupable du massacre.
Ray est recueilli par une ambulancière qui vérifie ses signes vitaux, mais le tensiomètre ne bouge pas. Elle décide alors de l'embarquer à l’hôpital, et une fois l'ambulance sortie du camp, Ray est immédiatement téléporté à l'entrée. Jonas apparaît et lui explique que le camp est maintenant sa nouvelle maison. Montana, désormais fantôme, tue un policier présent au camp et rejoint Ray et Jonas. Elle leur annonce qu'ils sont dès à présent les maîtres des lieux et qu'ils peuvent faire tout ce qu'ils veulent.

### Épisode 6:Exécution
- États-Unis /  Canada : 23 octobre 2019 sur FX / FX Canada
- France : 
  - 25 octobre 2019 sur Canal+ Séries (en VOSTFr)
  - 2 janvier 2020 sur Canal+ Séries (en VF)
  - 20 septembre 2020 sur Netflix
  - 13 juillet 2022 sur Disney+

- États-Unis : 1,35 million de téléspectateurs (première diffusion)

- Nick Chinlund : Le surveillant pénitentiaire
- Yvonne Zima : Red
- Tanya Clarke : Lorraine
- Eric Staves : Dustin
- Emma Meisel : Midge
- Kat Solko : Helen
- Conor Donnally : Eddie
- Kathleen Hayes : La mère
- Kat Purgal : La jeune femme
- Vera Taylor : La femme âgée
- Greg Tamura : Brett
- Victoria Ortiz : Rudy
- Jennifer Kim : Journaliste 1
- Lupe Zapata : Journaliste 2
- Danny Max : Journaliste 3
- Danielle Nottingham : La présentatrice
- Brandon Morales : Le gardien de prison
- Jeff L. Williams : L'officier supérieur
- Tom Virtue : Le prêtre
- Gail Rastorfer : Lizzie

Richter et Ramirez, désormais en cavale, n'ont d'autre choix que de vivre ensemble. Un soir, dans un hôtel, Benjamin avoue qu'il en a marre de la violence dont fait preuve Richard. Le lendemain, Benjamin trahit ce dernier en le dénonçant aux habitants d'une petite ville non loin de la frontière mexicaine. Ramirez tentant de s'enfuir, la foule qui le poursuit l'arrête et le lynche. Ramirez prévient Richter qu'il n'aurait jamais du rompre le pacte avec Satan, et que les conséquences seront lourdes.
5 ans plus tard, en 1989, un photographe, du nom de Dustin, visite le Camp Redwood désormais abandonné avec sa petite amie. Il aperçoit Montana en train de bronzer et s'excuse de l'avoir dérangée. Montana faisant semblant de le séduire, Dustin tente d'éviter ses avances mais elle le poignarde plusieurs fois. Helen, Midge et Eddie sont dégoûtés par Montana et ne comprennent pas pourquoi elle aime tant tuer les vivants.
Margaret, quant à elle, est devenue une riche agente immobilière qui s'est fait connaître en achetant des propriétés au lourd passé, telles que le manoir de Briarcliff. Elle est également mariée à Trevor, qui a finalement survécu à sa présumée mort en 1984. Cependant, on apprend par un flashback qu'il n'y a aucun amour entre eux et que Trevor a uniquement épousé Margaret pour sa richesse et surtout pour ne pas qu'il la dénonce à la police. Alors qu'ils commencent à se disputer, Courtney (Leslie Jordan), l'assistant de Margaret, les prévient que Brooke va être exécutée.
Dans la prison d'État de San Quentin, Brooke, escortée par plusieurs gardes, est interrompue par Ramirez, enfermé dans une cellule. Il déclare qu'elle aurait mieux fait de se laisser faire tuer dans son appartement afin que tout cela ne puisse pas avoir lieu. Elle lui annonce en retour qu'elle a tué Montana et qu'elle brûle en enfer aux côtés de Satan.
Au camp, Ray reproche les nombreux meurtres commis par Montana, mais Xavier prend sa défense. La petite amie de Dustin arrive à son tour, mais Xavier la tue. Ils découvrent par la suite un article de journal, annonçant l'exécution de Brooke. Agacé par les atrocités qu'il vit, Ray décide de quitter les deux individus.
Dans sa cellule, Ramirez contacte Brooke grâce à un rituel. Il lui apparaît sous une forme fantomatique et lui demande si elle est prête à accepter Satan comme maître afin de la protéger de la mort. Agressive, elle refuse la proposition.
Margaret, épuisée par son travail, est rejointe par Courtney, qui lui annonce que des crimes ont récemment été commis au camp. Par peur d'être poursuivie par la justice si la vérité venait à être découverte, elle décide de préparer un concert au camp afin de dissuader les enquêteurs de tous soupçons.
En Alaska, Richter a refait sa vie et répond au nom de Donald. Il a également une femme, Lorraine, et un fils, Bobby. Richter semble avoir tiré un trait sur son ancienne vie et est désormais un père aimant. 
Margaret tient une conférence de presse au Camp Redwood devant des journalistes. Elle explique qu’un évènement comprenant un festival de musique ainsi que de nombreuses activités sera organisé. Chet, fou de rage, observe au loin et s'apprête à l'attaquer. Il est arrêté par Montana, qui lui dit qu'il vaut mieux ne pas agir sur le moment, mais qu'il aura sa chance plus tard. 
Brooke, dans le couloir de la mort, est une dernière fois approchée par Ramirez qui la raille depuis sa cellule, affirmant que c'était sa dernière chance de vendre son âme à Satan. Refusant à nouveau, elle est conduite dans la salle d'exécution et est observée par Margaret et Trevor. Elle annonce qu'elle sait que Margaret se trouve derrière la vitre, et qu'elle devra bientôt payer de ses crimes. L'injection est administrée à Brooke et cette dernière décède quelques instants plus tard. Pendant ce temps, Ramirez fait appel Satan, qui prend possession d'un garde et qui le libère de sa cellule.
Après sa journée de travail, Richter rentre chez lui, mais il découvre sa femme, poignardée. Dans un placard, il trouve son fils, Bobby, en train de pleurer et muni d'une feuille de papier, où il est indiqué que Satan aura sa revanche. Il confie son fils à la sœur de Lorraine et revêt son bleu de travail, bien décidé à se rendre au Camp Redwood afin d'en finir avec Ramirez.

### Épisode 9:La Survivante
- États-Unis /  Canada : 13 novembre 2019 sur FX / FX Canada
- France : 
  - 15 novembre 2019 sur Canal+ Séries (en VOSTFr)
  - 2 janvier 2020 sur Canal+ Séries (en VF)
  - 20 septembre 2020 sur Netflix
  - 13 juillet 2022 sur Disney+

- États-Unis : 1,08 million de téléspectateurs (première diffusion)

- Finn Wittrock : Bobby Richter
- Lily Rabe : Lavinia Richter
- Emma Meisel : Midge
- Kat Solko : Helen
- Conor Donnally : Eddie
- Filip Alexander : Bobby
- Andrew Tippie : Larry
- Renton Pexa : Keith
- Remy Ortiz : Le chauffeur d'Uber
- Andy Greene : Le passager
- Briana Lane : Jessy
- Riley Schmidt : L'infirmier

De nos jours, un jeune homme (Finn Wittrock) se rend au camp, désormais déserté, mais encore emprunt des restes du festival d'Halloween 1989. Alors qu'il prend des photos, il est surpris par Montana, qui lui pose un tas de questions sur l'époque actuelle. Elle l'avertit cependant qu'il devrait s'en aller, car beaucoup de fantômes voudraient le tuer. Il refuse, affirmant qu'il est le fils de Benjamin Richter.
Montana conduit Bobby dans un bungalow. Il lui dit qu'elle ressemble vraiment à Montana Duke; celle-ci l'affirme, mais il refuse de la croire, sachant qu'elle est morte en 1984. Trevor surgit à son tour, et Bobby le reconnaît également. Il leur annonce qu'il a été élevé par sa tante Lizzie, jusqu'à sa mort en 2018. Elle lui a raconté que sa mère avait été assassiné et que son père était parti pour le Camp Redwood afin de venger sa mort. Il révèle même qu'il a reçu de l'argent de la part d'un anonyme, probablement son père. Mais les deux fantômes lui annoncent que son père et mort, et que cela fait 30 ans qu'ils ne l'ont pas revu. Bobby ne les croît pas quant au fait qu'ils soient des fantômes. Ces derniers prouvent le contraire et se suicident devant lui, avant de réapparaître devant le bungalow. Ils décident alors de lui raconter ce qu'ils s'est réellement passé en 1989.
Margaret, épaulée par Bruce et Richard, tua Courtney lorsque ce dernier lui annonça que Trevor bloquait le passage aux festivaliers à l'entrée du camp. Lorsqu'elle le rejoignit, il lui avoua qu'il la détestait, et qu'il allait la dénoncer pour le meurtre des Kajagoogoo. Ne pouvant faire quoi que ce soit, elle lui tira plusieurs balles. Montana arriva sur place et le supplia de ramper jusqu'au camp. Cependant, Brooke arriva et l'aida.
Bobby est alors étonnée d'apprendre qu'elle est toujours en vie. Montana explique qu'elle est reconnaissante envers Brooke pour son geste, et qu'elle a depuis changé, décidant de ne plus tuer personne.
En 1989, Bruce décida de pourchasser le fantôme de Midge, croyant qu'elle était vivante. Alors qu'il s'apprêta à la "tuer", Trevor arriva et le poignarda au cou avec une machette. Il prit également la précaution de jeter son corps hors du camp avent qu'il ne meure, l'empêchant ainsi de revenir en fantôme. Par la suite, Montana eût un plan pour se débarrasser de Ramirez. Tous les fantômes se rassemblèrent dans une grange et le massacrèrent. Cependant, comme il était au service de Satan, à chaque fois qu'il mourait, il était ressuscité. Les fantômes décidèrent donc de le tuer à tour de rôle de la façon la plus brutale qui soit.
Bobby comprend donc que les fantômes le protègent depuis trente ans, mais il désire toujours parler à son père. Cependant, lorsqu'il sort du Bungalow, Richard se tient face à lui, s'étant enfui sous la surveillance de Chet et Bertie. Ramirez blesse Bobby, mais les fantômes le rattrapent et le neutralisent. Montana lui dit alors de se rendre à l'asile de Red Meadows pour parler avec la directrice.
Une fois à l'asile, Bobby est pris pour un fou, mais la directrice arrive et le libère. Il s'agit en réalité de Donna. Elle lui raconte que son père était innocent, et qu'il a été la cible des mensonges de Margaret, bien qu'elle faillit s'en tirer. 
Le soir de 1989, Margaret était dans son bungalow, lorsqu'elle vit à la fenêtre tous les fantômes rassemblés. Donna surgit et la poignarda au bras, tandis que Brooke la poussa contre un miroir. Cependant, elle parvint à tirer dans le ventre de Brooke, la tuant, sous les yeux dévastés de Donna. Avec rage, elle laissa les fantômes emporter Margaret. Une fois dehors, ils la demembrèrent avant de la jeter dans une broyeuse.
Bobby remercie donc Donna, la « dernière » survivante, pour lui avoir envoyé l'argent. Pourtant, elle affirme que ce n'est pas elle, et qu'une autre personne serait encore en vie. Tous deux tracent l'adresse de provenance des chèques. Au bout d'un moment, Donna aperçoit Brooke, encore en vie. Celle-ci décide de les accueillir chez elle, où elle leur dit qu'elle a refait sa vie, et qu'elle a également des enfants. Elle s'excuse auprès de Donna, bien que cette dernière regrette de ne pas avoir fait partie de sa vie. Par la suite, elle révèle comment elle a survécu.
Inconsciente, elle fut approchée par Ray, qui lui apporta des médicaments. Il la raccompagna à l'entrée et l'embrassa une dernière fois, mais Brooke s'évanouit, à bout de force. Elle raconte qu'à son réveil, elle se trouvait dans un chambre d'hôpital. En partant, Bobby annonce à Donna qu'il va retourner au camp, malgré le danger.

## Anecdotes
Cette saison rendant hommage aux années 1980 ainsi qu'aux films d'horreurs cultes, elle contient de nombreux clins d’œil liés à cette époque :
- Du côté des grands classiques de l'horreur : 
  - Le concept de la saison est le même que dans le film Vendredi 13 : un groupe de jeunes moniteurs poursuivi par un tueur psychopathe dans un camp de vacances isolé, au bord d'un lac.
  - La façon dont Mr. Grelots s'échappe de l'asile rappelle l'évasion de Michael Myers dans le film Halloween de 1978. De plus, les vêtements portés par le Dr Hopple sont les mêmes que ceux que porte Jamie Lee Curtis dans son rôle de Laurie Strode.
  - La station d'essence proche du camp, dont le propriétaire Ed Roy annonce aux moniteurs qu'ils vont mourir rappelle le film Massacre à la tronçonneuse.
  - Lorsque Xavier renverse le mystérieux randonneur avec son van, on retrouve une allusion directe au film Souviens-toi... l'été dernier, lorsque les protagonistes renversent un homme avant de le laisser pour mort. En plus de cela, le ciré noir porté par Richter est très semblable à celui du tueur au crochet, Benjamin Willis, avec qui il partage d'ailleurs le même prénom.
  - Au moment où Margaret fait visiter le camp aux jeunes, Ray fait une remarque sur les douches qui renvoie au film Psychose.
  - Le nom de l'asile dirigé par Karen Hopple, Red Meadows, est une référence au film La terre sera rouge (Red Meadow en V.O).
  - Le nom du mystérieux randonneur incarné par Lou Taylor Pucci, Jonas Shevoore, est une anagramme de Jason Voorhees, l'antagoniste de la série de films Vendredi 13.
  - Chet mentionne le film Rambo (1982) à Ray lorsqu'ils tombent dans la fosse à piques.
  - Quand Brooke et Montana se battent à mort, Montana plante son couteau dans l'épaule droite de Brooke. Il s'agit du même endroit où Jill, également interprétée par Emma Roberts, se poignarde dans Scream 4.
  - Lorsque Montana devient un fantôme, elle dit à Ray et Jonas : "Il n'y a pas de Montana ici, seulement Zuul", citation empruntée au film SOS Fantômes : "Il n'y a pas de Dana ici, seulement Zuul".
  - Dans l'épisode 6, Richter, alias Donald, est réprimandé par une cliente qui lui annonce qu'il ne lui a pas donné les films qu'elle désirait : Vendredi 13, Les Griffes de la nuit ainsi que Face à la mort.
  - Dans l'épisode 6, la scène où Benjamin Richter est loueur de cassettes VHS est une référence au film "Soyez sympas, rembobinez".
  - Le personnage de Lavinia Richter, interprété par Lily Rabe, est fortement inspiré de Pamela Voorhees, la mère de Jason. De plus, il s'agit d'une référence directe à La Llorona, un fantôme du folklore mexicain.
  - Vers la fin de l'épisode 8, Benjamin est entraîné au fond du lac par un cadavre en décomposition (celui de son petit frère Bobby) de la même façon que dans la scène finale du film Vendredi 13, où la dernière survivante, se trouvant dans une barque s'éloignant du lieu du massacre, se fait happer par ce qu'il semble être Jason Woorhees, le fils de l'antagoniste du film, qui deviendra l'un des tueurs les plus célèbres des slashers-movies.
  - Dans l'épisode 9, la façon dont Ray brise les chevilles de Richard avec un marteau est la même que celle employée par le personnage d'Annie Wilkes, interprétée par Kathy Bates, dans le film Misery.

- Comme l'intrigue de la saison a lieu en 1984, on retrouve de nombreux éléments caractéristiques de cette époque, comme des évènements ou de la musique typique :
  - Les moniteurs décident de partir de Los Angeles pour éviter la cohue liée aux Jeux Olympiques. De plus, on apprend que Chet, incarné par le skieur olympique Gus Kenworthy, n'a pas pu participer aux jeux à la suite d'un contrôle de dopage, déjà en vogue à l'époque. Enfin, lors du visionnage de la cérémonie d'ouverture, on reconnaît l'athlète Rafer Johnson en train d'allumer la flamme olympique.
  - Dans l’épisode 4, lorsque Trevor réanime Chet à l’aide d’une piqûre d’adrénaline dans le cœur. Cette scène nous rappelle l’overdose de Nikki Sixx (Motley Crue) qui se fait réanimer de la même façon en 1987. Plus tard, ce moment lui inspira la chanson « Kickstart My Heart » sortie en 1989.
  - Benjamin Richter, le psychopathe incarné par John Carroll Lynch, a pour nom Mr Jingles en version originale. Il s'agit du nom donné à une souris par l'un des prisonniers dans le roman de Stephen King La Ligne Verte.
  - Lorsque Xavier tente de vendre Trevor à Blake, il le compare à John C. Holmes en raison de leurs traits similaires.
  - Billy Idol est mentionné par Montana et sa chanson Rebel Yell est entendue au cours de l'épisode 4.
  - L'élève de Montana tué par Ramirez, Rod, mentionne la chanteuse Cyndi Lauper lorsqu'il souhaite changer de musique.
  - Dans l'épisode 5, Xavier parle de son possible rôle dans la série dramatique télévisée américaine Les Routes du paradis (Highway to Heaven), initiée en 1984. De plus, lorsqu'il est en train de tuer Richter, il annonce qu'il a acquis des talents d'archer grâce à son rôle de Robin des Bois au Stagedoor Dinner Theatre de Tustin, en 1979.
  - Dans l'épisode 6, on apprend que Margaret a transformé la maison de John Wayne Gacy, la Mystérieuse Maison Winchester ainsi que le Spahn Ranch (la maison de la famille Manson) en attractions touristiques. De plus, lors de sa conférence au Camp, elle annonce qu'elle veut embaucher un clown du nom de Pogo, le nom porté par l'alter-ego de John Wayne Gacy.
  - Dans l'épisode 7, tous les membres des Kajagoogoo sont assassinées, alors qu'ils sont encore en vie dans la réalité. De plus, Margaret cite les chansons Too Shy et L'Histoire sans Fin.